# Taran Killam
Taran Hourie Killam (Culver City, 1º aprile 1982) è un attore statunitense.

## Biografia
Taran Hourie Killam nasce a Culver City nel 1982, primogenito ed ha un fratello, Taylor, che suona la chitarra in una band. La sua carriera da attore inizia nel 1994 con Una pallottola spuntata 33⅓ - L'insulto finale. Dal 1994 al 2000 smise la carriera e tornò in quell'anno lavorando in alcuni telefilm. Tra i suoi ultimi film, è celebre in La ragazza del mio migliore amico. Ha partecipato anche alla sitcom How I Met Your Mother interpretando il personaggio di Gary Blauman. Dal 25 settembre 2010 all'estate del 2016 fa parte del cast del programma comico Saturday Night Live.

## Vita privata
L'8 settembre 2012 ha sposato l'attrice Cobie Smulders, presso l'Alisal Guest Ranch and Resort di Solvang, in California. La coppia aveva avuto una figlia, Shaelyn Cado Killam, nata il 14 maggio 2009 e un'altra nata nel gennaio 2015.
È pronipote dell'attore Robert Stack.

## Filmografia parziale

### Attore

#### Cinema
- Una pallottola spuntata 33⅓ - L'insulto finale (Naked Gun 33⅓: The Final Insult), regia di Peter Segal (1994)
- Oggi sposi... niente sesso (Just Married), regia di Shawn Levy (2003)
- Epic Movie, regia di Jason Friedberg e Aaron Seltzer (2007)
- La ragazza del mio migliore amico (My Best Friend's Girlfriend), regia di Howard Deutch (2008)
- Corpi da reato (The Heat), regia di Paul Feig (2013)
- Un weekend da bamboccioni 2 (Grown Ups 2), regia di Dennis Dugan (2013)
- 12 anni schiavo (12 Years a Slave), regia di Steve McQueen (2013)
- Tartarughe Ninja (Teenage Mutant Ninja Turtles), regia di Jonathan Liebesman (2014) - cameo
- Ted 2, regia di Seth MacFarlane (2015)
- Cognati per caso (Brother Nature), regia di Oz Rodriguez e Matt Villines (2016)
- Suocero scatenato (All Nighter), regia di Gavin Wiesen (2017)
- Killing Gunther, regia di Taran Killam (2017)
- La scuola serale (Night School), regia di Malcolm D. Lee (2018)

#### Televisione
- Una star in periferia (Stuck in the Suburbs), regia di Savage Steve Holland – film TV (2004)
- How I Met Your Mother – serie TV, 6 episodi (2006-2014)
- Scrubs – serie TV, 5 episodi (2009)
- Community – serie TV, 1 episodio (2009-2015)
- Saturday Night Live – serie TV, 128 episodi (2010-2016)
- iCarly – serie TV, episodio 5x10 (2012)
- Drunk History – serie TV, 7 episodi (2013-2019)
- New Girl – serie TV, episodio 2 stagione 5 (2016)
- Mating, regia di Craig Johnson – film TV (2017)
- A.P. Bio – serie TV, episodio 1x02 (2018)
- Angie Tribeca – serie TV, 5 episodi (2018)
- Single Parents – serie TV, 45 episodi (2018-2020)
- Documentary Now! – serie TV, episodio 3x03 (2019)
- Arrested Development - Ti presento i miei (Arrested Development) – serie TV, episodi 5x13-5x14-5x15 (2019)
- American Crime Story – serie TV, 5 episodi (2021)
- Mr. Mayor – serie TV, episodio 1x10 (2021)
- High Potential – serie TV (2024-in produzione)

### Regista
- Killing Gunther (2017)

### Sceneggiatore
- Killing Gunther, regia di Taran Killam (2017)

## Doppiatore
- Det. John Kimble / Indiana Jones / Tyler Durden in Robot Chicken
- Bright Eyes / High Roller / Phobos Truckers / Pizza Delivery Man in Dallas & Robo
- Nature Cat in Nature Cat: The Return of Bad Dog Bart, Nature Cat
- Charles Willoughby-Wentworth in We Bare Bears - Siamo solo orsi
- Stormtrooper in Star Wars: Resistance
- Glen Tangier ne I Simpson
- Punk / Ipnotista Hwayne  in Loafy
- Responsabile del deposito / Goatal / Pilota di Landspeeder in Star Wars: The Bad Batch

## Doppiatori italiani
Nelle versioni in italiano delle opere in cui ha recitato, Taran Killam è stato doppiato da:
- Felice Invernici in How I Met Your Mother (episodi 1x17, 3x15, 4x16, 5x13)
- Marco Benedetti in How I Met Your Mother (episodi 9x21, 9x22)
- Fabrizio Vidale in Scrubs - Medici in prima linea
- Claudio Moneta in iCarly
- Paolo De Santis in Community
- Gabriele Sabatini in La scuola serale
- Nanni Baldini in Single Parents
- Alessandro Budroni in Angie Tribeca